# Кюттюра
Кюттюра́ (фр. Cuttura) — колишній муніципалітет у Франції, у регіоні Бургундія-Франш-Конте, департамент Жура. Населення — 336 осіб (2011).
Муніципалітет був розташований на відстані близько 380 км на південний схід від Парижа, 95 км на південь від Безансона, 36 км на південний схід від Лонс-ле-Соньє.

## Історія
У 1956-2015 роках муніципалітет перебував у складі регіону Франш-Конте. Від 1 січня 2016 року належав до нового об'єднаного регіону Бургундія-Франш-Конте.
1 січня 2017 року Кюттюра і Сен-Люпісен було об'єднано в новий муніципалітет Кото-дю-Лізон.

## Демографія
Динаміка населення (Insee ):
Розподіл населення за віком та статтю (2006):
| Стать | Всього | До 15 років | 15-24 | 25-44 | 45-64 | 65-85 | Понад 85 |
| --- | ------ | ----------- | ----- | ----- | ----- | ----- | -------- |
| Чоловіки | 204    | 48          | 36    | 60    | 52    | 8     | 0        |
| Жінки | 168    | 36          | 8     | 64    | 48    | 12    | 0        |
| \| Статево-вікова піраміда \| Статево-вікова піраміда \| Статево-вікова піраміда \| \| ----------------------- \| ----------------------- \| ----------------------- \| \| Чоловіки \| Вік \| Жінки \| \| 0 \| 85 + \| 0 \| \| 0 \| 80-84 \| 4 \| \| 0 \| 75-79 \| 4 \| \| 4 \| 70-74 \| 0 \| \| 4 \| 65-69 \| 4 \| \| 0 \| 60-64 \| 0 \| \| 12 \| 55-59 \| 24 \| \| 20 \| 50-54 \| 8 \| \| 20 \| 45-49 \| 16 \| \| 24 \| 40-44 \| 24 \| \| 16 \| 35-39 \| 20 \| \| 16 \| 30-34 \| 12 \| \| 4 \| 25-29 \| 8 \| \| 20 \| 20-24 \| 0 \| \| 16 \| 15-20 \| 8 \| \| 16 \| 10-14 \| 20 \| \| 28 \| 5-9 \| 8 \| \| 4 \| 0-4 \| 8 \| |        |             |       |       |       |       |          |
| Статево-вікова піраміда |        |             |       |       |       |       |          |
| Чоловіки | Вік    | Жінки       |       |       |       |       |          |
| 0 | 85 +   | 0           |       |       |       |       |          |
| 0 | 80-84  | 4           |       |       |       |       |          |
| 0 | 75-79  | 4           |       |       |       |       |          |
| 4 | 70-74  | 0           |       |       |       |       |          |
| 4 | 65-69  | 4           |       |       |       |       |          |
| 0 | 60-64  | 0           |       |       |       |       |          |
| 12 | 55-59  | 24          |       |       |       |       |          |
| 20 | 50-54  | 8           |       |       |       |       |          |
| 20 | 45-49  | 16          |       |       |       |       |          |
| 24 | 40-44  | 24          |       |       |       |       |          |
| 16 | 35-39  | 20          |       |       |       |       |          |
| 16 | 30-34  | 12          |       |       |       |       |          |
| 4 | 25-29  | 8           |       |       |       |       |          |
| 20 | 20-24  | 0           |       |       |       |       |          |
| 16 | 15-20  | 8           |       |       |       |       |          |
| 16 | 10-14  | 20          |       |       |       |       |          |
| 28 | 5-9    | 8           |       |       |       |       |          |
| 4 | 0-4    | 8           |       |       |       |       |          |

## Економіка
2010 року серед 227 осіб працездатного віку (15—64 років) 175 були активними, 52 — неактивними (показник активності 77,1%, у 1999 році було 72,9%). З 175 активних мешканців працювало 165 осіб (91 чоловік та 74 жінки), безробітними було 10 (3 чоловіки та 7 жінок). Серед 52 неактивних 16 осіб було учнями чи студентами, 25 — пенсіонерами, 11 були неактивними з інших причин.

У 2010 році в муніципалітеті числилось 133 оподатковані домогосподарства, у яких проживали 349,5 особи, медіана доходів виносила 19 111 євро на одного особоспоживача